# Gerhard Eberlein

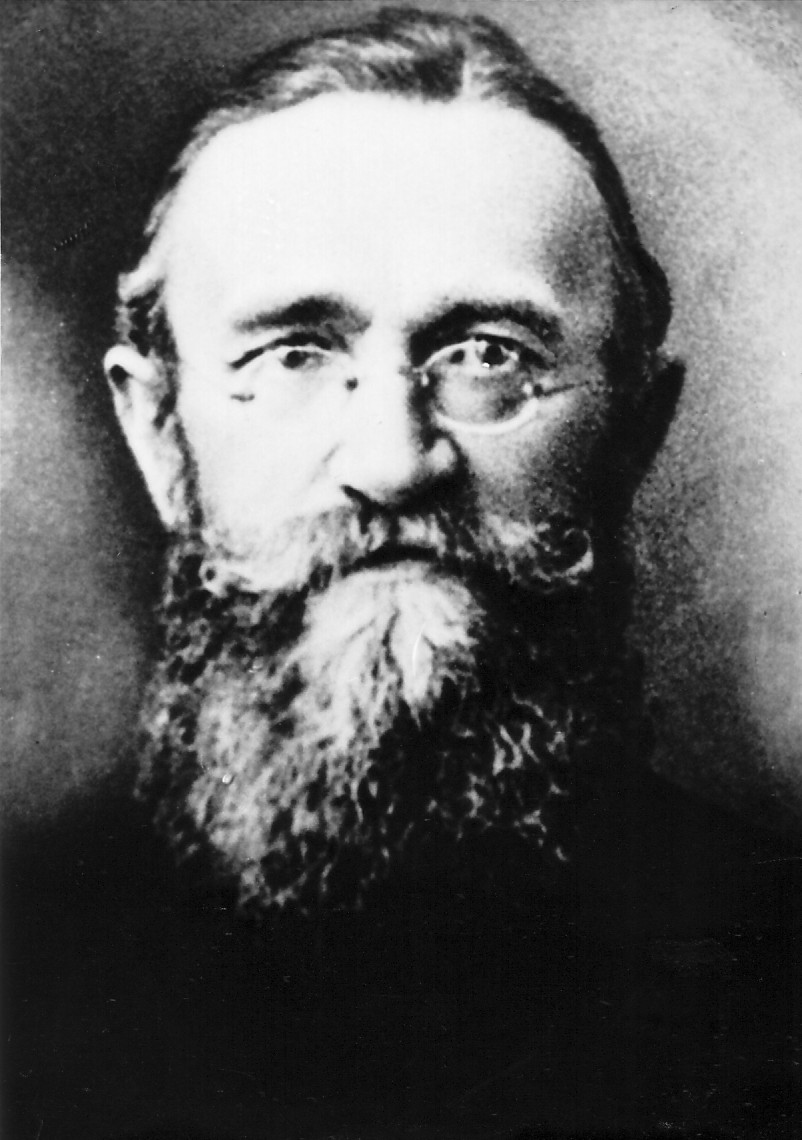
Superintendent Gerhard Eberlein (1858–1923)

Gerhard Viktor Friedrich Johannes Eberlein (* 16. Januar 1858 in Freiburg in Schlesien, Landkreis Schweidnitz; † 20. August 1923 in Strehlen, Landkreis Strehlen) war ein deutscher evangelischer Theologe und Kirchenhistoriker.

## Leben
Eberlein wurde geboren als Sohn des Konrektors und Oberlehrers Ernst Friedrich Wilhelm Eberlein (* 23. November 1800 in Löwenberg in Schlesien; † 16. Oktober 1872 in Freiburg in Schlesien) und dessen Frau Johanna Henrietta, geborene Hübler, verwitwete Hartmann (* 18. Dezember 1812 in Grünberg in Schlesien; † 5. Juni 1884 in Freiburg in Schlesien). Gerhard Eberlein absolvierte ein Studium der Theologie an der Universität Breslau, das er mit dem Lizenziat abschloss. Er wirkte als Pfarrer in Rybnik, Royn, Groß-Strehlitz und schließlich ab 1. November 1906 als Superintendent des Kirchenkreises Strehlen. Daneben lehrte er Kirchengeschichte an der Universität Breslau.
Eberlein wurde in die Schlesische Provinzialsynode gewählt, der er ab 1920 als Präses vorstand, und in die Generalsynode zu Berlin berufen. Er war tätig als Vorsitzender des Schlesischen Pfarrervereins, dessen Mitbegründer er war, und arbeitete maßgeblich mit in der schlesischen Gesangbuchkommission, die 1908 das Schlesische Provinzialgesangbuch herausgab. Er gehörte dem Prüfungsausschuss der Provinzialkirche an und gründete zusammen mit anderen die Schlesische Predigerkonferenz. Auf sein Betreiben hin wurde das Evangelische Kirchenblatt für Schlesien gegründet, das er mit zahlreichen Berichten förderte. Auch in der Konferenz für die Schlesische Synodaldiakonie wirkte er mit und war schließlich ihr Vorsitzender. Nach dem Zusammenbruch des Kaiserreiches und der Staatskirche 1918 wurde er Mitglied der verfassungsgebenden Versammlung und des Verfassungsausschusses der Kirche der Altpreußischen Union.
Eberlein publizierte zahlreiche Einzeluntersuchungen zur schlesischen Kirchengeschichte, die vor allem im Correspondenzblatt des Vereins für Geschichte der evangelischen Kirche Schlesiens erschienen. Über 30 Jahre lang war er der Schriftleiter sämtlicher Publikationen dieses Vereins.
Am 16. September 1884 vermählte sich Gerhard Eberlein in Rybnik mit Anna Luise Caroline Pyrkosch (* 1. Juli 1865 in Rybnik; † 24. Dezember 1937 in Strehlen). Das Ehepaar hatte sieben Kinder, die das Erwachsenenalter erreichten. Von den fünf Söhnen wurden drei Theologen nach dem Vorbild des Vaters, von den anderen beiden fiel einer im Ersten Weltkrieg, der andere starb kurz nach dem Krieg. Zwei Töchter vermählten sich mit Pfarrern. Auch mehrere Enkel widmeten sich der Theologie. Gerhard Eberleins Forschungen zur schlesischen Kirchengeschichte wurden fortgeführt und zusammengefasst von seinem Sohn Hellmut Eberlein (* 13. März 1890 in Royn; † 14. Juli 1957 in Lorch, Württemberg) in dem Buch Schlesische Kirchengeschichte (Goslar: Verlag der Schlesischen Evang. Zentralstelle 1952).

## Veröffentlichungen
- Die betenden Kinder im Jauerschen. In: Correspondenzblatt des Vereins für Geschichte der evangelischen Kirche Schlesiens 4, S. 83 ff.
- Urkunden Herzog Georgs von Brieg. In: Correspondenzblatt des Vereins der evangelischen Kirche Schlesiens 6, 1898, Heft 1, S. 119–132.
- Melanchthon und seine Beziehungen zu Schlesien. In: Correspondenzblatt des Vereins der evangelischen Kirche Schlesiens 6, 1898, Heft 1, S. 76–101.
- Die evangelischen Kirchenordnungen Schlesiens im 16. Jahrhundert. In: Festschrift Silesiaca 1898.
- Der kirchliche Volksunterricht nach den Anschauungen der Schwenkfeldischen Kreise in Schlesien im ersten Drittel des 16. Jahrhunderts: Zugleich ein Beitrag zur Würdigung des Valentin Krautwald. In: Correspondenzblatt des Vereins für Geschichte der Evangelischen Kirche Schlesiens 7, 1900, S. 1–48.
- Die schlesischen Grenzkirchen im 17. Jahrhundert. In: Vorträge gehalten auf der 6. Generalversammlung des Vereins für Reformationsgeschichte am 11. April 1901 in Breslau, hg. von Erich Brandenburg und Gerhard Eberlein. Halle: Verein für Reformationsgeschichte 1901.
- Hebe deine Augen auf: tägliche Morgen und Abendandachten. Verfasst von Mitgliedern des Evangelischen Pfarrervereins der Provinz Schlesien und hrsg. von Gerhard Eberlein. Berlin: Warneck 1902.
- Verhandlungen der Schlesier speziell der Breslauer mit König Ferdinand 1526/27. In: Zeitschrift des Vereins für Geschichte und Altertum Schlesiens 1902, S. 29–58.
- Landeskirchliche Versammlung der Positiven Union. In: Die Reformation 1902, Nr. 2.
- Zur Würdigung des Valentin Krautwald. In: Correspondenzblatt des Vereins für Geschichte der Evangelischen Kirche Schlesiens 8, 1903, 268–286.
- Die General-Kirchenvisitation im Fürstentum Wohlau. Liegnitz: Heinze 1905 (= Urkunden-Sammlung zur Geschichte der evangelischen Kirche Schlesiens 1)
- Nekrolog David Erdmann. In: Zeitschrift des Vereins für Geschichte und Altertum Schlesiens 40, 1906, S. 338–341.
- Die General-Kirchenvisitation im Fürstentume Liegnitz von 1654 und 1655: Protokolle und Beilagen. Liegnitz: Heinze 1917 (= Urkunden-Sammlung zur Geschichte der evangelischen Kirche Schlesiens 2)